# All-Star Western
All-Star Western foram três séries de revista em quadrinhos estadunidense publicadas pela DC Comics, focando o velho-oeste com personagens contínuos e histórias antológicas. A primeira série foi publicada de 1951 a 1961, a segunda de 1970 a 1972 e a terceira fez parte de Os Novos 52 e circulou de setembro de 2011 a agosto de 2014.

## Histórico da publicação

### Vol. 1
A All-Star Western original começou na edição #58 (maio de 1951), continuando a numeração do título anterior, All Star Comics — revista de super-heróis que, anos atrás, tinha apresentando a equipe da Sociedade da Justiça da América. Com o declínio da popularidade dos super-heróis no pós-guerra, a editora DC Comics mudou o formato e o título da série. All-Star Western teve um total de 62 edições quinzenais até a edição #119 (julho de 1961). O logotipo da capa não tinha o hífen até a edição #108 (setembro de 1959), quando a logo foi reduzida e colocada mais acima para dar lugar ao logotipo "Johnny Thunder", mostrado bem maior e destacado. Johnny Thunder permaneceu na capa até a edição final, #119, ocasionalmente compartilhado com Madame .44 ["Madame Calibre 44"].
A primeira edição trazia os "Gêmeos do Gatilho" ("Trigger Twins"), criado por Robert Kanigher (roteiro) e Carmine Infantino (desenho), e suas histórias foram publicadas até a edição #116 (janeiro de 1961); "Don Caballero", desenhado por Gil Kane, e "Roving Ranger", desenhado por Alex Toth, o escritor/criador não creditado; e "Strong Bow", criado pelo escritor David Wood e pelo artista Frank Giacoia. Outros personagens que aparecerem ao longo dos anos foram o "Super-Chefe" ("Super-Chief"), do escritor Gardner Fox e do artista Infantino; e aparecendo pela primeira vez na edição #67 (novembro de 1952), "Johnny Thunder", um justiceiro que morava no assentamento mórmon de Mesa City, Arizona no Velho Oeste. O personagem foi criado pelo escritor Kanigher e pelo artista Toth em All-American Comics da DC em 1948.

### Vol. 2
A série foi ressuscitada na década seguinte, e contou com 11 edições quinzenais (setembro de 1970 a maio de 1972) até que mudou seu título e formato e foi rebatizada como Weird Western Tales. All-Star Western vol. 2, #1 apresentou Pow-Wow Smith, escrita por John Broome, com arte de Carmine Infantino. Os quatro próximos números apresentaram os personagens "Renegado ("Outlaw") e El Diablo. Na edição #5, o personagem Renegado ("Outlaw") foi descartado, e o logotipo da capa "Outlaw" agora se referia à estrela que o substituiria, Billy the Kid. As "estrelas" do faroeste agora incluíam personagens históricos, como Wild Bill Hickok, Buffalo Bill e Davy Crockett, em um mix de novas histórias e reimpressões, bem como os veteranos da DC, Pow-Wow Smith, El Diablo e Bat Lash.
A edição #10 (fevereiro/março de 1972) introduziu o personagem mais duradouro e popular Jonah Hex, criado pelo escritor John Albano e pelo artista Tony DeZuniga. Hex continuou como estrela da revista quando ela mudou seu nome para Weird Western Tales na edição #12 (julho de 1972), e permaneceu até a edição #38 (fevereiro de 1977) da série que teve 59 edições no total.

### Vol. 3
A série foi novamente renovada como parte do relançamento da linha denominado Os Novos 52 em setembro de 2011, sendo escrita por Justin Gray e Jimmy Palmiotti com arte de Moritat. A série continuou as aventuras de Jonah Hex e Amadeus Arkham em uma versão do Velho Oeste de Gotham City, com histórias back-up mostrando outros personagens do faroeste, como:
- El Diablo - edições #2–3
- Espírito Bárbaro - edições #4–6
- Falcão da Noite & Cinnamon - edições #7–9
- Bat Lash - edição #10
- Doutor 13 - edições #11–12, 18, e 20
- Tomahawk - edições #13–16
- Stormwatch - edições #17–21

Após a edição #21, as histórias backup pararam e a revista passou a focar em aventuras atuais de Jonah Hex. Hex interagiu com os personagens do presente, entre eles:
- Gladiador Dourado - Edição #19 antes de viajar para o presente
- Batwing - Edição #21
- Batman & Jeremiah Arkham - Edição #22
- John Constantine - Edição #24
- Monstro do Pântano - Edição #25
- Superman - Edição #26

A série foi descontinuada na edição #34 (lançada em agosto de 2014).

## Encadernados
Vol. 2 de All-Star Western foram reunidas em Showcase Presents Jonah Hex
- Showcase Presents Jonah Hex Vol. 1 (Histórias do Renegado (original ["A Noite da Serpente!"] e as do Billy the Kid) da All-Star Western Vol. 2 #2–8 e Jonah Hex da All-Star Western Vol. 2 #10–12)

Vol. 3 de All-Star Western foram reunidas nos seguintes reimpressões:
| Título                                | Data de capa     | Histórias originais                | ISBN                   |
| ------------------------------------- | ---------------- | ---------------------------------- | ---------------------- |
| Vol. 1: Guns and Gotham               | Outubro de 2012  | All-Star Western Vol. 3 #1–6       | ISBN 978-1-4012-3709-7 |
| Vol. 2: The War of Lords and Owls     | Março de 2013    | All-Star Western Vol. 3 #7–12      | ISBN 978-1-4012-3851-3 |
| Vol. 3: The Black Diamond Probability | Novembro de 2013 | All-Star Western Vol. 3 #0, #13–16 | ISBN 978-1-4012-4399-9 |
| Vol. 4: Gold Standard                 | Maio de 2014     | All-Star Western Vol. 3 #17–21     | ISBN 978-1-4012-4626-6 |
| Vol. 5: Man Out Of Time               | Outubro de 2014  | All-Star Western Vol. 3 #22–28     | ISBN 978-1-4012-4993-9 |
| Vol. 6: End of the Trail              | Março de 2015    | All-Star Western Vol. 3 #29–34     | ISBN 978-1-4012-5413-1 |

## Publicação no Brasil
A publicação em português das duas primeiras séries originais, saíram principalmente pela editora EBAL, não de acordo com as numerações originais e nessa ordem, mas espalhadas em várias revistas da editora, e somente algumas histórias originais foram publicadas. Cabe acrescentar também, a publicação de dois títulos da linha Showcase Presents, "Jonah Hex – Showcase" números 1 e 2 pela Opera Graphica em 2006 que trouxeram algumas histórias da segunda série original.
Já quanto a terceira série original, as histórias estão sendo publicadas editora Panini que até o momento, já lançou três encadernados especiais: Grandes Astros do Faroeste número 1 e 2, e Stormwatch número 1.
| Título                          | Data de publicação | Histórias originais                                 |
| ------------------------------- | ------------------ | --------------------------------------------------- |
| Grandes Astros do Faroeste nº 1 | Agosto de 2012     | All-Star Western Vol. 3 #1–6                        |
| Grandes Astros do Faroeste nº 2 | Fevereiro de 2013  | All-Star Western Vol. 3 #7–12                       |
| Stormwatch nº 1                 | Março de 2014      | Histórias back-up de All-Star Western Vol. 3 #17–21 |